# Eisenbibliothek
Die Eisenbibliothek befindet sich in Schlatt und ist eine Stiftung der Georg Fischer AG in Schaffhausen. Diese internationale Begegnungsstätte zur technikgeschichtlichen Forschung nimmt im Kreis der wissenschaftlichen und technischen Bibliotheken weltweit eine herausragende Stellung ein. Die Bibliothek im Klostergut Paradies bietet bibliophile Kostbarkeiten aus alter und neuer Zeit. Rund 48'000 aktuelle und historische Bücher und Zeitschriften zum Werkstoff Eisen, die Geschichte der Wissenschaft und der Technik und zu allem, was in einem breiten Umfeld dazugehört, stehen zur unentgeltlichen Nutzung bereit.

## Geschichte
Die Stiftung Eisenbibliothek wurde im Dezember 1948 auf Initiative von Ernst Müller-Reiffer (1885–1957), damals Delegierter des Verwaltungsrats der Georg Fischer AG (GF), gegründet. Den Grundstock der neuen Bibliothek bildete die von Müller über Jahrzehnte aufgebaute Privatbibliothek mit neuer und alter Literatur zu den wichtigsten industriellen Tätigkeiten des GF-Konzerns, der die Stiftung finanziell unterstützt.

## Bestand

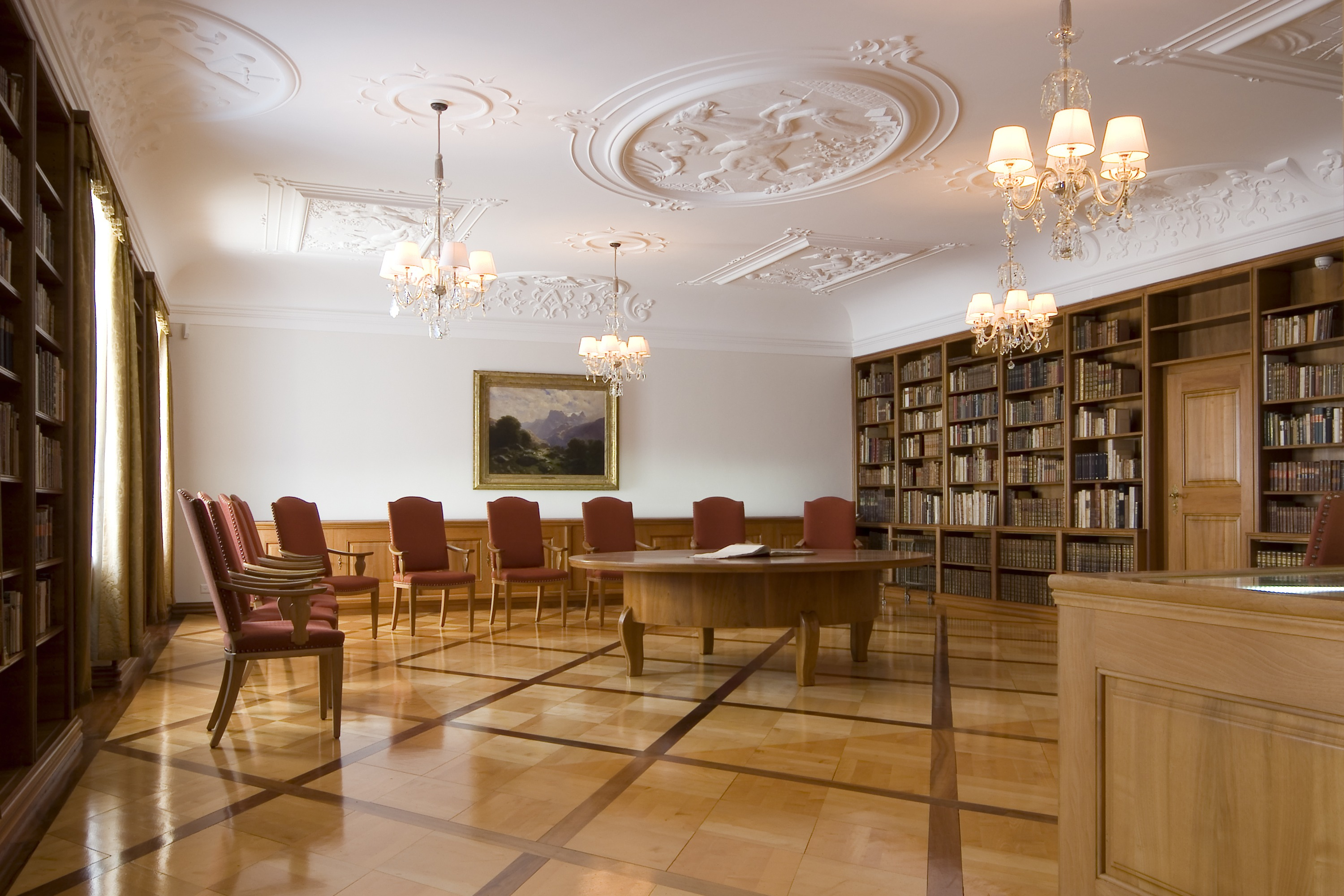
Eisenbibliothek, Ernst-Müller-Zimmer

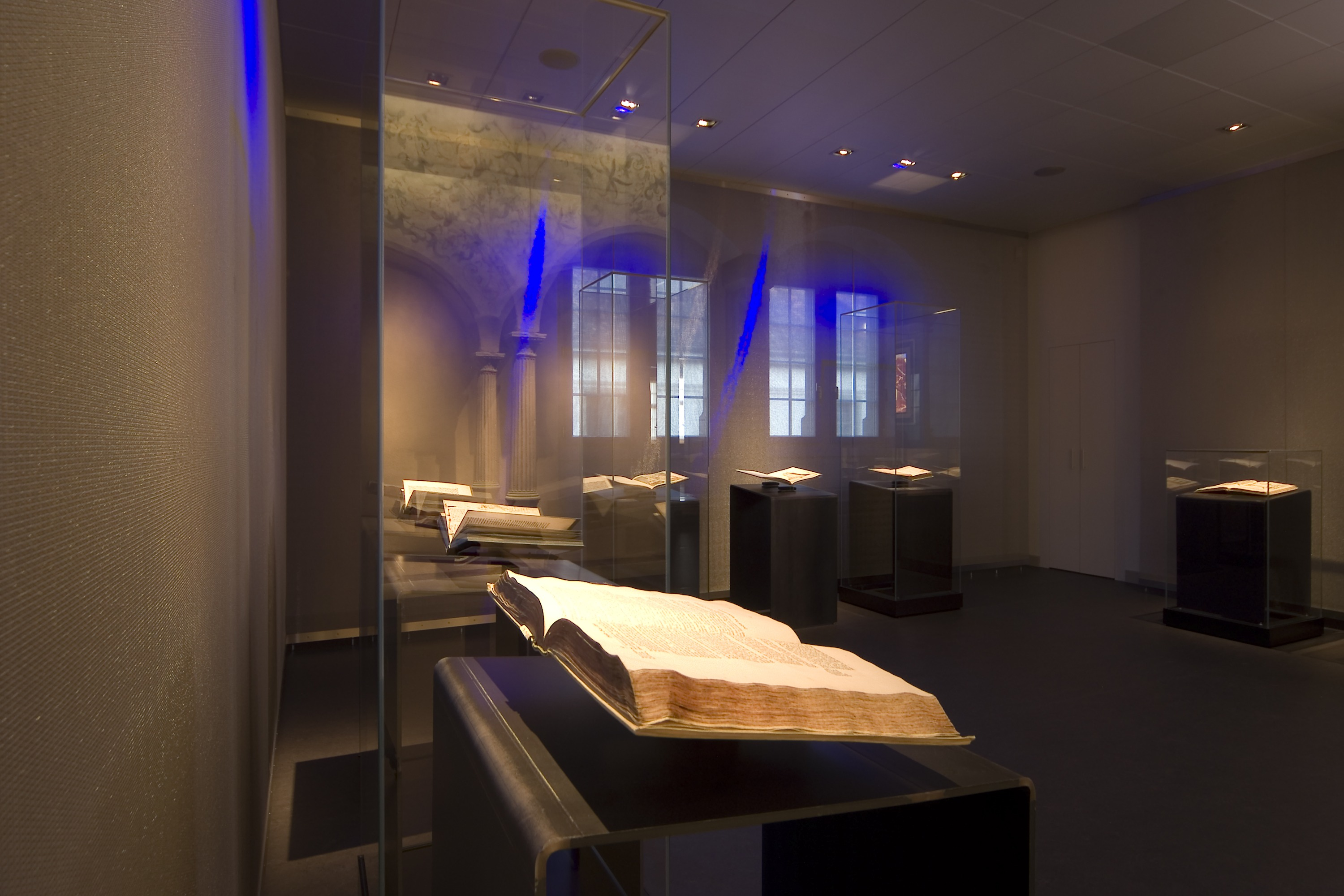
Schatzkammer der Eisenbibliothek

Die Eisenbibliothek besitzt die grundlegenden Werke der europäischen Fachliteratur zum Werkstoff Eisen und zu den damit verbundenen Wissensgebieten aus zahlreichen Ländern und in verschiedenen Sprachen. Die Bibliothek erwirbt laufend aktuelle und historische Literatur.
Der Bestand umfasst Monografien über Eisengewinnung und -verarbeitung, Archäologie, Technik- und Verkehrsgeschichte, Architektur, Kunstgeschichte und Kunstschmiedearbeiten, Wirtschafts- und Sozialgeschichte, Maschinen- und Brückenbau, Militaria, Hoch- und Tiefbau, Schiffbau, Geowissenschaften, Physik, Chemie, Bergbau und Bergrecht, Mineralogie und Metallurgie, Metallkunde und Werkstoffprüfung.
Gleichfalls sind die grossen Enzyklopädien und Lexika des 18. und 19. Jahrhunderts mit ihren Erstausgaben vertreten. Die Zeitschriftenabteilung bietet ab dem Jahr 1794 rund 700 verschiedene Reihen. An die 2500 Werk- und Jubiläumsschriften von Firmen der Eisenindustrie dokumentieren internationale Wirtschaftsgeschichte.
Seit 2014 ist die Eisenbibliothek Mitglied der Plastics Historical Society (London) und der Deutschen Gesellschaft für Kunststoffgeschichte (Bayreuth). Dies steht im Zusammenhang mit dem neuen Sammlungsschwerpunkt „Kunststoffe“, der den bisherigen Schwerpunkt Eisen/Stahl/Technikgeschichte ergänzen soll.

### Handschriften, Inkunabeln und Rara

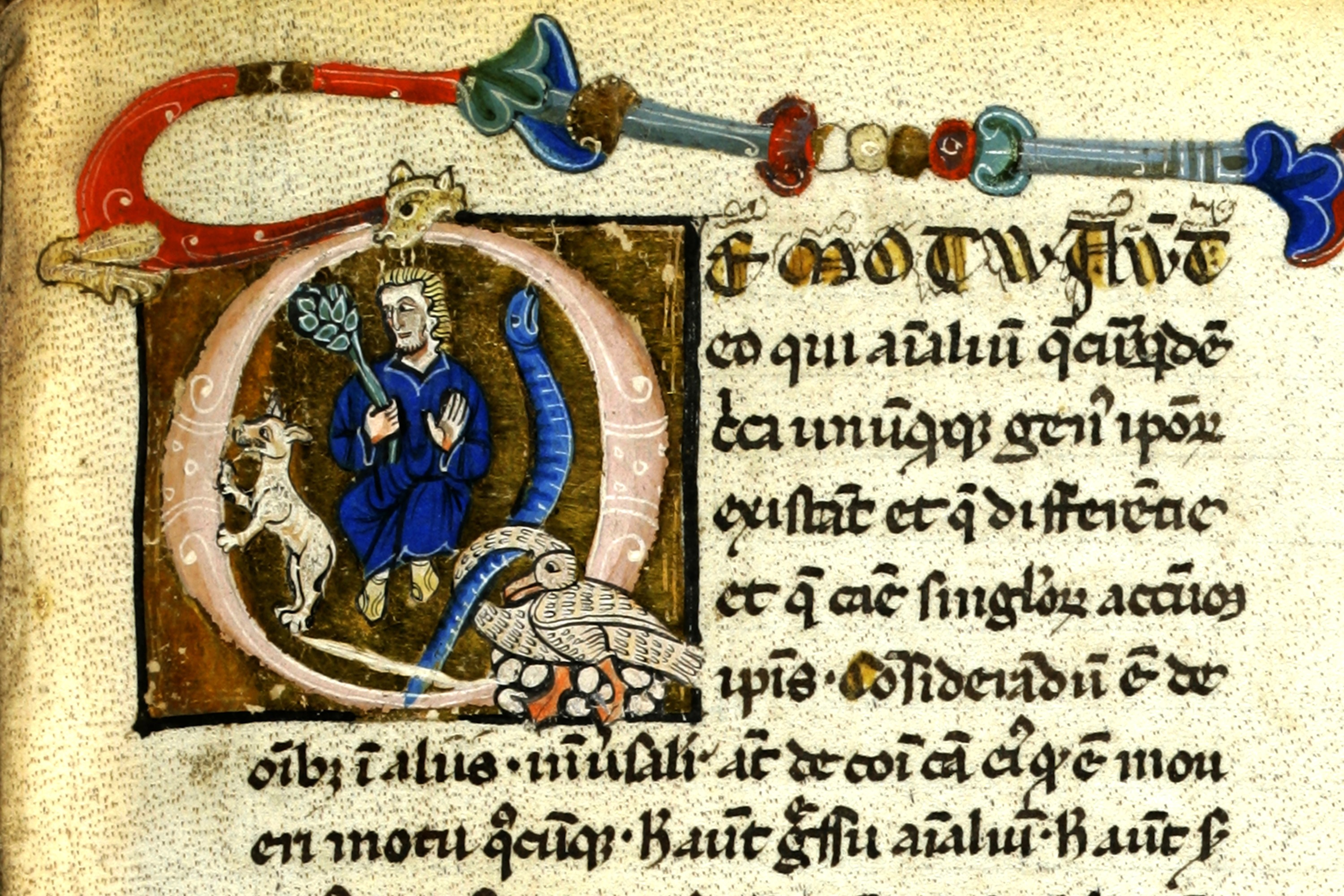
Aristoteles-Albertus-Magnus-Handschrift

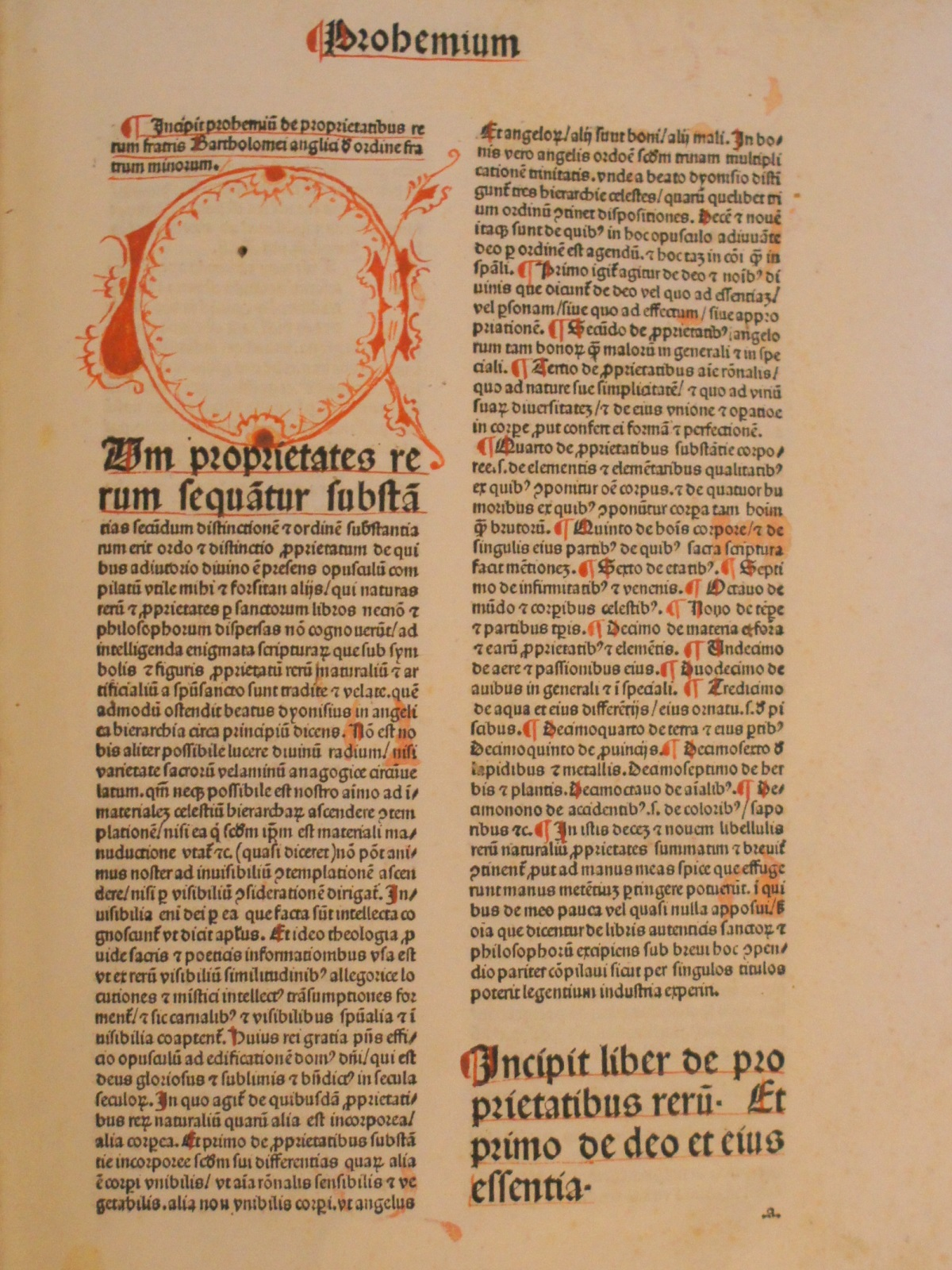
De proprietatibus rerum, Lyon 1482, erste Seite

Die Eisenbibliothek besitzt bedeutende Handschriften und Bücher, die zum Teil bei einer vorangemeldeten Führung präsentiert werden. Dazu gehören
- die „Aristoteles-Albertus-Magnus-Handschrift“ aus der zweiten Hälfte des 13. Jahrhunderts, die neben aristotelischen auch die naturwissenschaftlichen Abhandlungen „De mineralibus“ (lateinisch Über die Mineralien) und „De natura loci“ (lateinisch Über die Beschaffenheit des Geländes) von Albertus Magnus enthält.[2]
- Bartholomaeus Anglicus: De proprietatibus rerum. Lyon 1482. Die von Pierre Hongre gedruckte Inkunabel ist das älteste Buch der Eisenbibliothek.
- Albertus Magnus: De natura locorum. Strassburg 1515. Sein Hauptwerk aus dem Bereich des geographischen Gedankenguts, in dem die Abhängigkeit der Orte von ihrer geographischen Lage die leitende Idee ist.[3]
- Wok Pniowsky von Eulenberg: Ayn liblichs piechel, ein handschriftliches Probierbuch von 1526.
- Georg Agricola: De re metallica. Basel 1556. Dieses und weitere Werke aus dem Bestand stammen vom „Vater der Mineralogie“ aus dem 16. Jahrhundert.
- Isaac Newton: Philosophiae Naturalis Principia Mathematica. London 1687. Die Principia sind das Hauptwerk von Newton, in dem er unter anderem das Gravitationsgesetz und die drei Grundgesetze der Bewegung formulierte.
- Christian von Mechel: Die eiserne Hand des tapferen deutschen Ritters Götz von Berlichingen. Das Buch von 1815 stellt die eiserne Hand von Götz von Berlichingen sowohl von aussen als auch von innen dar und erklärt den um 1530 geschaffenen Mechanismus.
- Gustave Eiffel: La tour de trois cents mètres. Das Werk von 1900 umfasst Konstruktionszeichnungen und Fotografien vom Bau des Eiffelturms in Paris in einem Text- und einem Tafelband. Die beiden letzteren sind bemerkenswerte Drucke jüngeren Datums.

## Benutzung
Die Eisenbibliothek ist eine Präsenzbibliothek; die Werke können aus konservatorischen Gründen nicht ausgeliehen, jedoch vor Ort eingesehen werden. Im Vorraum des Ernst-Müller-Zimmers befindet sich der Winterthurer Fayence-Kachelofen von 1653 des Hafners und Malers Hans Heinrich II Graf.

## Veröffentlichungen
- Jahresbericht. Schlatt, 2014-, ZDB-ID 27715802
- Alle zwei Jahre wird die Zeitschrift Ferrum: Nachrichten aus der Eisenbibliothek, Stiftung der Georg Fischer AG vor allem mit industrie-, wirtschafts- und technikhistorischen wissenschaftlichen Beiträgen zum Eisen herausgegeben. ZDB-ID 224903-0, digital: ZDB-ID 2719795-5